# Brandon Bay
Brandon Bay är en vik i republiken Irland.   Den ligger i grevskapet Ciarraí och provinsen Munster, i den sydvästra delen av landet, 290 km väster om huvudstaden Dublin.